# 潘钟祥
潘钟祥（1906年8月12日—1983年10月25日），字瑞生，生于河南汲县，病逝于北京。中国石油地质学家，中国石油地质学开创者之一。

## 生平
1931年毕业于北京大学地质学系，1941年在美国石油地质学家协会会志上发表《中国陕北及四川白垩系石油的非海相成因》一文，最早提出中国陆相生油的观点。1943年获堪萨斯大学硕士学位，1946年获明尼苏达大学博士学位。回国后曾任中山大学教授、两广地质调查所所长、北京大学教授、北京地质学院教授等职。